# ماسگوسو

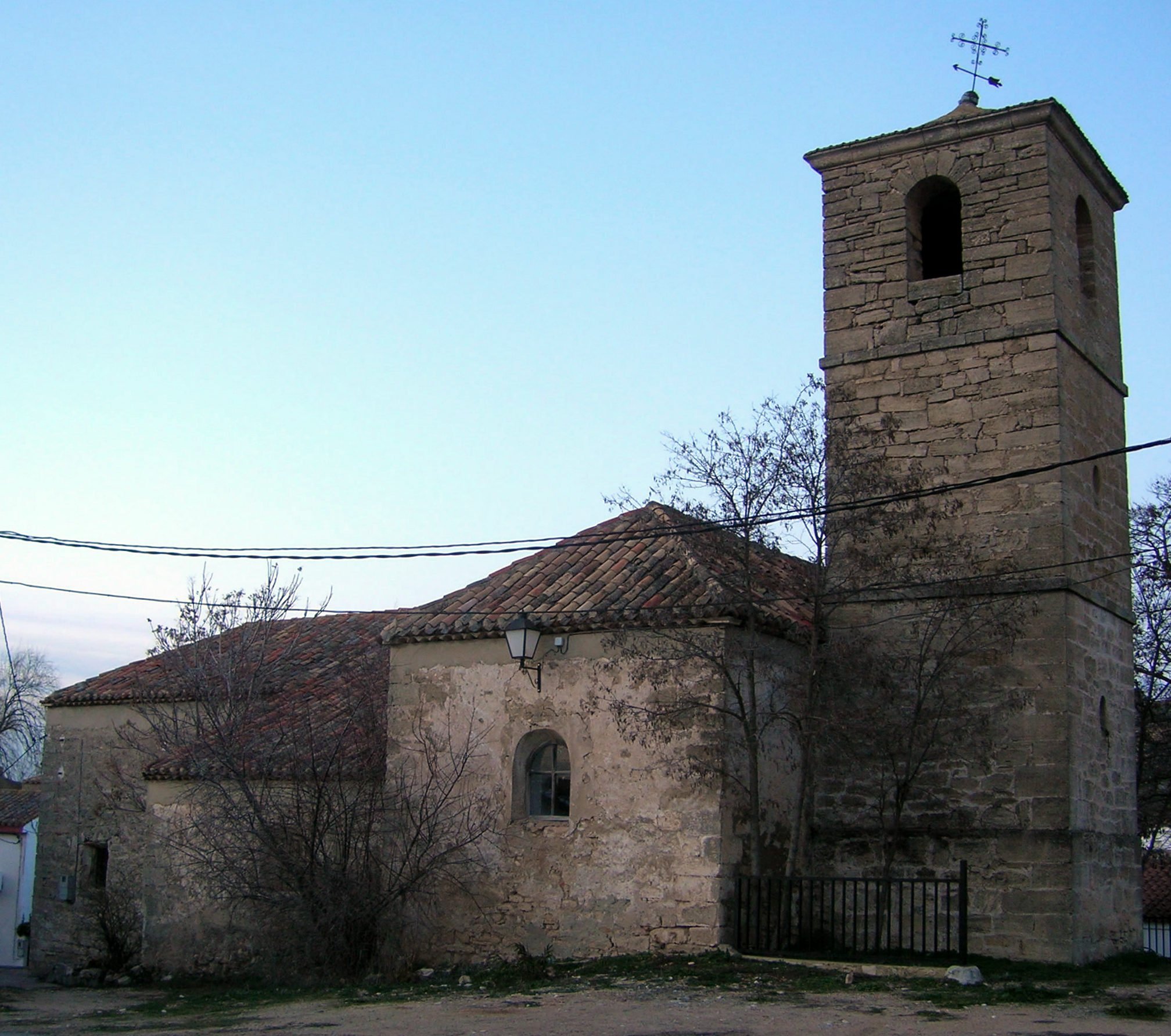
نمایی از کلیسای دهستان ماسگسو در استان آلباستهٔ اسپانیا - ۲۰۰۶

ماسگسو دهستانی در استان آلباستهٔ اسپانیا است.
در این دهستان ۱۱۹ نفر زندگی می‌کنند. مساحت این دهستان ۱۰۳٫۷۰ کیلومتر مربع است.